# Cantó de Tourcoing-Nord-Est

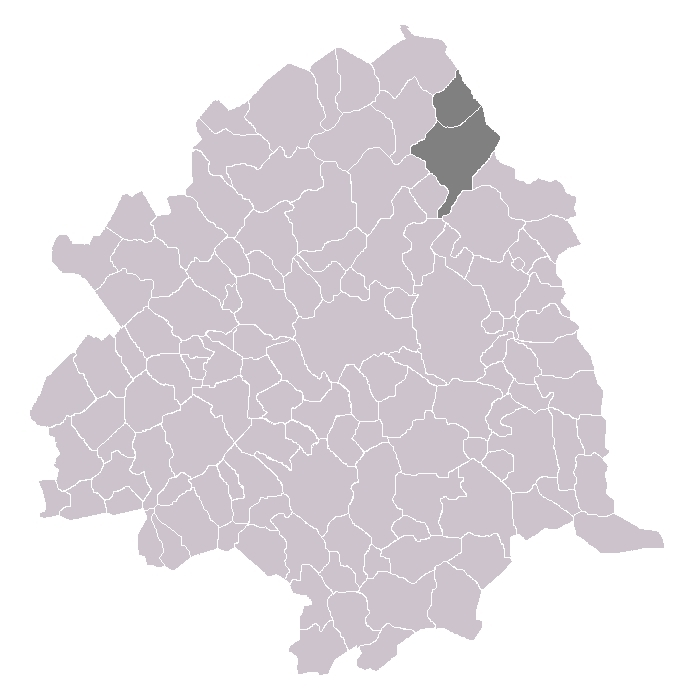
Cantó de Tourcoing-Nord-Est

El cantó de Tourcoing-Nord-Est és una divisió administrativa francesa, situada al departament del Nord i la regió dels Alts de França.

## Composició
El cantó de Tourcoing-Nord-est aplega les comunes de 
- Neuville-en-Ferrain
- Tourcoing

## Història
| Date d'elecció                        | Identitat                | Partit |
| ------------------------------------- | ------------------------ | ------ |
| 2004-                                 | Michel-François Delannoy | PS     |
| Les dades anteriors no són conegudes. |                          |        |
|                                       |                          |        |

## Demografia
| 1962 | 1968 | 1975 | 1982 | 1990 | 1999   | 2006   |
| ---- | ---- | ---- | ---- | ---- | ------ | ------ |
| -    |      |      |      |      | 51.340 | 50.224 |